# What Was I Made For?
What Was I Made For? is een nummer van de Amerikaanse zangeres Billie Eilish, als de vierde single van de soundtrack Barbie: The Album van de film Barbie. Het nummer werd op 13 juli 2023 uitgebracht op het platenlabel Atlantic, Darkroom en Interscope. Eilish verkreeg voor het nummer 5 Grammy nominaties, waaronder voor Song of the Year en Record of the Year.

## Achtergrond
Eilish schreef het nummer samen met haar broer Finneas O'Connell. Eilish zingt in "What Was I Made For?" over vergeten hoe gelukkig je kunt voelen en helemaal niet zeker weten hoe je je moet voelen. Eilish zei van de songtekst van de ballad: "Dit is precies hoe ik me voel." Nadenken over haar taak in deze wereld geeft uitdrukking aan Barbies gedachten in de film, die zich in een betekeniscrisis bevinden en gaat over deze vraag.
De videoclip voor "What Was I Made For?" werd samen met de single uitgebracht op 13 juli 2023. Eilish is in de videoclip te zien in een door Barbie geïnspireerde outfit. Ze zit alleen aan een bureau en sorteert de jurken uit de jaren zestig van haar poppen totdat het begint te regenen en te stormen. Uiteindelijk trilt zelfs de grond, waardoor de orde en de onschuldige romantiek van het moment worden vernietigd.
Het nummer kwam binnen op 22 juli 2023 in de Nederlandse Single Top 100 en Vlaamse Ultratop 50 en 29 juli 2023 in de Nederlandse Top 40.

## Prijzen en nominaties
| Jaar | Organisatie                              | Categorie                          | Resultaat   |
| ---- | ---------------------------------------- | ---------------------------------- | ----------- |
| 2024 | Academy Awards (Oscars)                  | Beste originele nummer             | Gewonnen    |
| 2024 | Critics' Choice Movie Awards             | Best Song                          | Genomineerd |
| 2024 | Denver Film Critics Society              | Best Original Song                 | Gewonnen    |
| 2024 | Gold Derby Music Awards                  | Record of the Year                 | Genomineerd |
| 2024 | Gold Derby Music Awards                  | Song of the Year                   | Genomineerd |
| 2024 | Gold Derby Music Awards                  | Best Pop Song                      | Genomineerd |
| 2024 | Gold Derby Music Awards                  | Best Music Video                   | Genomineerd |
| 2024 | Golden Globe Awards                      | Best Original Song                 | Gewonnen    |
| 2024 | Grammy Awards                            | Record of the Year                 | Genomineerd |
| 2024 | Grammy Awards                            | Song of the Year                   | Gewonnen    |
| 2024 | Grammy Awards                            | Best Pop Solo Performance          | Genomineerd |
| 2024 | Grammy Awards                            | Best Song Written for Visual Media | Gewonnen    |
| 2024 | Grammy Awards                            | Best Music Video                   | Genomineerd |
| 2024 | Palm Springs International Film Festival | Chairman's Award                   | Gewonnen    |
| 2024 | Satellite Awards                         | Best Original Song                 | Gewonnen    |
| 2023 | MTV Video Music Awards                   | Song of Summer                     | Genomineerd |
| 2023 | Variety's Hitmakers                      | Film Song of the Year              | Gewonnen    |

## NPO Radio 2 Top 2000
| Nummer met noteringen in de NPO Radio 2 Top 2000 | '23  | '24 |
| ------------------------------------------------ | ---- | --- |
| What Was I Made For?                             | 1719 | 323 |

1. ↑  Een vetgedrukt getal geeft de hoogste notering aan.
2. ↑  2023 was het eerste jaar met een notering voor dit nummer.